# Dacia 1325
 (mars 2012).
Si vous disposez d'ouvrages ou d'articles de référence ou si vous connaissez des sites web de qualité traitant du thème abordé ici, merci de compléter l'article en donnant les références utiles à sa vérifiabilité et en les liant à la section « Notes et références ».
La Dacia 1325 est une automobile compacte fabriquée par Dacia entre 1990 et 1996. Nommée Liberta, en lien avec les événements politiques de l'époque, elle est une évolution de la Dacia 1320.